# Textáfrica do Chimoio
Die Grupo Desportivo e Recreativo da Textáfrica do Chimoio ist ein mosambikanischer Fußballverein aus Chimoio. Der Verein wurde 1928 als Sport Club de Vila Pery nach dem Namen der Stadt in der portugiesischen Kolonialzeit, gegründet. Der Name Textáfrica bezieht sich auf eine große Textilfabrik, die den Verein unterstützt.

## Geschichte
Seine Blütezeit erlebte der Verein Ende der 1960er-Jahre und in den 1970ern, als Textáfrica zwischen 1969 und 1973 drei Mal die Meisterschaft von der seinerzeitigen portugiesischen Provinz Mosambik gewinnen konnte. Auch die erste nach der Unabhängigkeit Mosambiks ausgespielte Meisterschaft sicherte sich der Verein 1976.
2002 stieg Textáfrica erstmals aus der 1999 ins Leben gerufenen eingleisigen ersten Liga ab, schaffte den umgehenden Wiederaufstieg, nur um in der darauf folgenden Saison erneut abzusteigen.  Erst 2007 schaffte Textáfrica in einem knappen Saisonfinale wieder den Aufstieg in die höchste Spielklasse.

## Erfolge
- Meisterschaft von Mosambik: 1969, 1971, 1973, 1976

## Platzierungen
Platzierungen seit Einführung der eingleisigen nationalen Liga im Jahre 1999:
| Saison                                          | Liga                | Platz | Spiele | G  | U  | V  | Tore  | Punkte |
| ----------------------------------------------- | ------------------- | ----- | ------ | -- | -- | -- | ----- | ------ |
| 1999/2000                                       | Moçambola           | 08.   | 22     | 05 | 10 | 07 | 15:21 | 25     |
| 2000/01                                         | Moçambola           | 04.   | 22     | 09 | 05 | 08 | 22:24 | 32     |
| 2002                                            | Moçambola           | 11.   | 22     | 03 | 06 | 13 | 15:39 | 15     |
| 2003                                            | 2. Liga Zona Centro | 01.   | 05     | 03 | 0  | 02 |       | 9      |
| 2004                                            | Moçambola           | 11.   | 22     | 05 | 07 | 10 | 15:30 | 22     |
| 2005                                            | 2. Liga Zona Centro | 02.   | 22     |    |    |    |       | 46     |
| 2006                                            | 2. Liga Zona Centro | 02.   | 22     | 15 | 02 | 05 | 45:18 | 47     |
| 2007                                            | 2. Liga Zona Centro | 01.   | 22     | 14 | 05 | 03 | 31:12 | 47     |
| 2008                                            | Moçambola           | 11.   | 26     | 04 | 11 | 11 | 16:27 | 23     |
| 2009                                            | Moçambola           | 08.   | 26     | 10 | 03 | 13 | 22:24 | 33     |
| rot unterlegt: Abstieg grün unterlegt: Aufstieg |                     |       |        |    |    |    |       |        |